# Nanoarchaeum equitans
Nanoarchaeum equitans és una espècie marina d'Archaea que va ser trobada l'any 2002 en una fumarola hidrotermal prop de la costa d'Islàndia a Kolbeinsey per Karl Stetter.
Soques d'aquest microbi també es van trobar a la Sub-polar Mid Oceanic Ridge, i a l'Obsidian Pool del Yellowstone National Park.
És un organisme termòfil donat que creix a temperatures properes als 80 °C.
Creix millor en ambients de pH 6, i a una concentració de salinitat de 2%.
Nanoarchaeum sembla un simbiont obligat de l'archaeon Ignicoccus; i ha d'estar en contacte amb l'organisme hoste per a sobreviure.
Nanoarchaeum equitans no pot sintetitzar lípids, els quals obté del seu hoste. La seva mida és de només 400 nm de diàmetre, fent-lo un dels organismes vius més petits que existeixen, exceptuant potser només nanobacteris i nanobes, l'estatus d'organismes vius dels quals és controvertit.
Nanoarchaeum pertany al filum Euryarchaeota.
La seqüenciació del genoma de Nanoarchaeum ha revelat molta informació sobre la biologia d'aquest organisme. Els gens per a diverses vies metabòliques sembla que s'han perdut.